# Darkwatch
Darkwatch: Curse of the West est un jeu vidéo de tir à la première personne développé par High Moon Studios, sorti en 2005 sur PlayStation 2 et Xbox. L'univers du jeu mêle western et science-fiction.

## Synopsis
Jericho Cross, un hors-la-loi du Far West, décide d'attaquer un dernier train avant de prendre sa retraite. Mais le coffre qu'il convoitait abrite une créature démoniaque, Lazare, qui le transforme en vampire. Aidé par Cassidy, membre d'une équipe spéciale appelée Blackwatch, Jericho va devoir affronter les morts-vivants libérés par Lazare afin d'emprisonner à nouveau la créature.

## Accueil
- GameSpot : 7,9/10[2]
- IGN : 7,9/10[3]
- Jeuxvideo.com : 13/20[4]
- Gamekult : 5/10 [1]